# 奧列尼夫卡 (克里尼奇基區)
48°18′49″N 34°32′57″E / 48.31361°N 34.54917°E
奧萊尼夫卡（烏克蘭語：Оленівка），是烏克蘭中部的村莊，隸屬第聶伯羅彼得羅夫斯克州的卡姆揚斯凱區。該村處於莫克拉蘇拉河右岸，分別距離切爾沃尼普羅明1.5公里、蘇爾西克2.5公里和斯維特洛吉爾西克5公里，海拔高度154米，2001年人口161。